# Ngajaran (Sale)
Ngajaran is een bestuurslaag in het regentschap Rembang van de provincie Midden-Java, Indonesië. Ngajaran telt 1079 inwoners (volkstelling 2010).